# Ermal Meta
Ermal Meta (né le 20 avril 1981 à Fier, en Albanie) est un auteur-compositeur-interprète italo-albanais. 

## Biographie
Ermal naît en 1981 à Fier, en Albanie. Il s'installe à Bari, en Italie alors qu'il a 13 ans et quitte un père violent.
Lors du festival de Sanremo 2017, où il termine sur le podium, Ermal Meta remporte le prix de la critique Mia Martini.
Il remporte le Festival de Sanremo 2018, en duo avec Fabrizio Moro, avec la chanson Non mi avete fatto niente. À la suite de cette victoire, le duo a annoncé accepter de représenter l'Italie au Concours Eurovision de la chanson 2018. Jour de la finale, le duo termine 17ème des votes du jury mais 3e du vote des téléspectateurs. Les deux votes réunis, le duo termine 5ème.
Il termine à la 3e place lors du festival de Sanremo 2021 avec la chanson Un milione di cose da dirti.